# Qingtongxia
Qingtongxia (青铜峡 ; pinyin : Qīngtóngxiá) est une ville de la région autonome du Ningxia en Chine. C'est une ville-district placée sous la juridiction de la ville-préfecture de Wuzhong.

## Démographie
La population du district était de 244 047 habitants en 1999.